# 蓬什埃斯特吕瓦勒
蓬什埃斯特吕瓦勒（法語：Ponches-Estruval）是法国皮卡第大区索姆省的一个市镇，属于阿布维尔区克雷西昂蓬蒂约县。该市镇2009年时的人口为101人。

## 人口
蓬什埃斯特吕瓦勒人口变化图示
| 数据来源：INSEE |